# Кантари
Кантари (болг. Кантари) — село в Болгарии.
Село находится в Великотырновской области, входит в общину Елена. Население составляет три человека.

## Политическая ситуация
Кантари подчиняется непосредственно общине и не имеет своего кмета.
Кмет (мэр) общины Елена — Сашо Петков Топалов (Болгарская социалистическая партия (БСП)) по результатам выборов в правление общины.